# وجه (هلمند)
وجه (به لاتین: Wajah) یک منطقهٔ مسکونی در افغانستان است که در ولایت هلمند واقع شده‌است.